# 加龙河畔莱斯蒂亚克
加龍河畔莱斯蒂亚克（法語：Lestiac-sur-Garonne，法語發音：[lɛstjak syʁ ɡaʁɔn]）是法国吉伦特省的一个市镇，属于朗贡区。

## 地理
加龙河畔莱斯蒂亚克（44°41'35"N, 0°22'27"W）面积2.98 平方千米，位于法国新阿基坦大区吉倫特省，该省份为法国西南部沿海省份，是法國本土面积最大的省，北起滨海夏朗德省，西临大西洋，南至朗德省，东南接洛特-加龍省，东临多爾多涅省。
与加龙河畔莱斯蒂亚克接壤的市镇（或旧市镇、城区）包括：朗瓜朗、帕耶、波尔泰茨、阿尔巴纳茨。

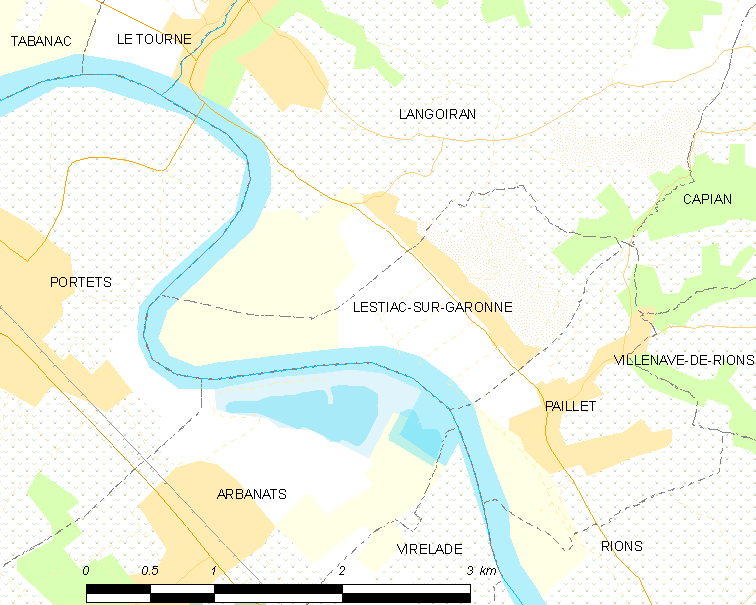
加龙河畔莱斯蒂亚克的OSM定位图

加龙河畔莱斯蒂亚克的时区为UTC+01:00、UTC+02:00（夏令时）。

## 行政
加龙河畔莱斯蒂亚克的邮政编码为33550，INSEE市镇编码为33241。

## 政治
加龙河畔莱斯蒂亚克所属的省级选区为海间县。

## 人口

1962-2008年间加龙河畔莱斯蒂亚克人口变化图示

加龙河畔莱斯蒂亚克于2022年1月1日时的人口数量为590人。